# Fano (stacja kolejowa)
Fano (włoski: Stazione di Fano) – stacja kolejowa w Fano, w regionie Marche, we Włoszech. Znajdują się tu 3 perony.
Jest zarządzana przez RFI SpA, i posiada kategorię srebrną.
Do 1987 służyła jako stacja końcowa linii kolejowej z Urbino, która została zamknięta w tym roku z powodu małego ruchu pasażerskiego i wysokich kosztów utrzymania.